# Ана Радивојевић Здравковић
Ана Радивојевић Здравковић (Београд, 10. фебруар 1970) српска је филмска и позоришна глумица. Након завршетка гимназије „Бора Станковић“ у Врању је најпре завршила глуму, а потом и режију на Академији уметности у Новом Саду, у класи истакнутог позоришног и филмског редитеља, професора Боре Драшковића.
Глумом је почела да се бави још у Врању као мала, да би касније у позоришту "Бора Станковић" и режирала. Глумила је у више популарних телевизијских филмова и серија, стални је члан Позоришта на Теразијама, али и стални сарадник позоришта за децу Пуж. Као позоришна редитељка ангажована је у својој матичној кући, али и у позориштима и за децу Пуж и „Бошко Буха“. После успешно режиране представе Мирис кише на Балкану на позив госпође Зептер постаје директорка Драме Опере и театра Мадлениаунум, на чијем месту успешно води драмски репертоар и режира. Тако је убрзо после успешне режије домаћег романа приступила режији светски популарног Доручка код Тифанија, који је као и претходна представа био велики хит Мадленианума сезонама.

## Улоге[2]
|                   | 1990 |
| ----------------- | ---- |
| Дугометражни филм | 1    |
| ТВ филм           | 1    |
| ТВ серија         | 2    |
| Укупно            | 4    |
| Год.  | Назив                   | Улога \|- style="background: Lavender; text-align:center; " | 1990.е_ | 1990.е_ | 1990.е_ | 1990.е_ |
| 1993. | Срећни људи (ТВ серија) | Друга неуспешна кандидаткиња                                |         |         |         |         |
| 1996. | Нечиста крв             | Девојка                                                     |         |         |         |         |
| 1997. | Горе-доле               | Цица Новак                                                  |         |         |         |         |
| 1998. | Досије 128              | ТВ новинарка                                                |         |         |         |         |